# Het Verkeer
Het Verkeer is een gedenkteken van Charles Eyck ter herinnering aan 100 jaar spoorwegen in Nederland in 1939. Het werd in 1940 geplaatst op het Centraal Station in Utrecht en is in 2011 herplaatst in Het Spoorwegmuseum.

## Achtergrond
In 1939 was het honderd jaar geleden dat de Hollandsche IJzeren Spoorweg-Maatschappij de eerste trein in Nederland liet rijden. Vanuit het personeel van de Nederlandse Spoorwegen werd het plan opgevat de directie ter herinnering een geschenk aan te bieden, dat zou worden geplaatst in de nieuwe, door architect Sybold van Ravesteyn gebouwde, stationshal in Utrecht. De kunstenaars Mari Andriessen, Charles Eyck en Frits van Hall werden gevraagd een ontwerp te maken voor een bijna drie meter hoog monument, dat de samenwerking tussen directie en personeel van de NS moest verbeelden. De personeelsraad koos voor het ontwerp van Eyck, daarin bijgestaan door een jury bestaande uit Van Ravesteyn, beeldhouwer Leendert Bolle en W.F. Gouwe, directeur van het Instituut voor Sier- en Nijverheidskunsten in Den Haag. Eyck ontwierp een beeldengroep, met als voornaamste figuur een vrouw die het verkeer symboliseert en in haar handen een gevleugeld wiel vasthoudt, het embleem van de Spoorwegen. Hoewel Andriessen voor deze opdracht buiten de boot viel, maakte hij wel personificaties van De Snelheid en De Veiligheid, die werden geplaatst op de topgevels van het nieuwe stationsgebouw.
Op 20 september 1939 werd in de hal van het Centraal Station in Utrecht een bescheiden herdenkingsplechtigheid gehouden, in aanwezigheid van onder anderen minister J.W. Albarda van Waterstaat, burgemeester G.A.W. ter Pelwijk en Jan Goudriaan, directeur van de NS. H.J. van Braambeek bood namens de personeelsraad een gipsmodel van het monument aan. Het marmeren monument werd gehakt door beeldhouwer Jo Uiterwaal. Het kreeg op 15 oktober 1940 een centrale plek in de nieuwe stationshal, waar het beeld goed tot z'n recht kwam. De beeldengroep werd door De Tijd omschreven als "een levendige en sierlijke groep, een typisch voorbeeld van de "nieuwe barok", waarvan Charles Eyck een der voornaamste vertegenwoordigers mag genoemd worden."
Het gedenkteken heeft in de loop der jaren op een aantal andere plaatsen gestaan, onder meer vanwege de bouw van een nieuwe stationshal in de jaren 70. Bij het 150-jarig bestaan van de Spoorwegen in 1989 boden de vakbonden een moderne sokkel aan, bestaande uit een taps toelopend plateau met vier zuiltjes waarop het beeld werd geplaatst. Een toegevoegde plaquette vermeldt de tekst "Dwarsliggen en samenwerken schept een band". In verband met de aanpak van het stationsgebied en de verbouwing van het station begin 21e eeuw kreeg het gedenkteken in 2011 een plek in Het Spoorwegmuseum. 

## Beschrijving
Het gedenkteken is een wit-marmeren beeldengroep, bestaande uit drie figuren, die is geplaatst op een voetstuk. Hoofdfiguur is een vrouwenfiguur die het Verkeer verbeeldt, zij draagt in haar handen het gevleugelde wiel van de spoorwegen. Aan haar voeten zijn twee figuren te zien, een vrouw met de hoorn des overvloeds geplaatst, als symbool van de welvaart, en Mercurius met de caduceus. Op het voetstuk zijn in reliëf spoorrealia afgebeeld, waaronder een locomotief, een spoorwegmedewerker en een hoorn waarop het sein 'Locomotief ga voort' werd gegeven.

## Galerij

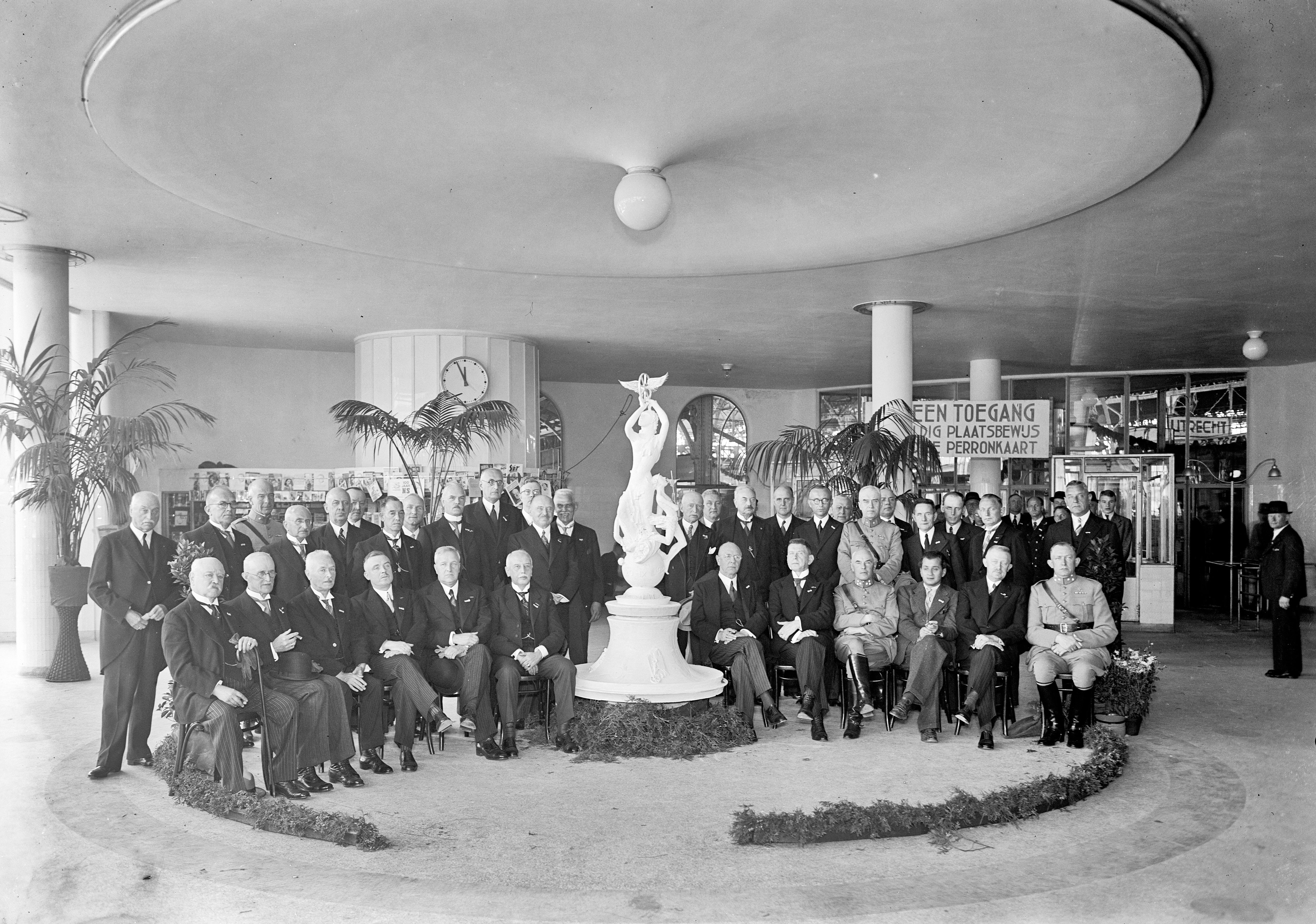
Groepsportret van de genodigden bij de aanbieding van het gipsen model (1939)
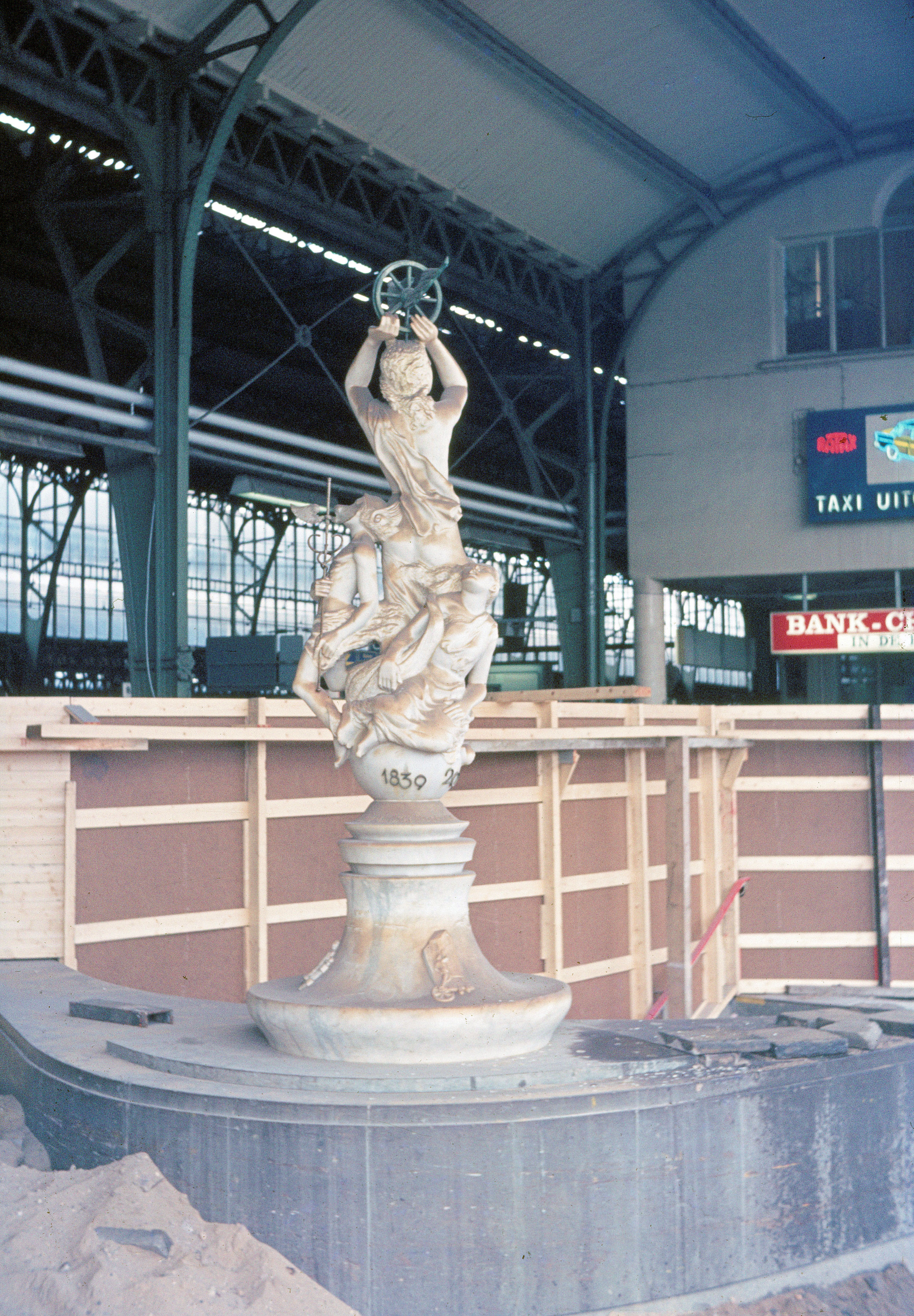
Situatie in 1971
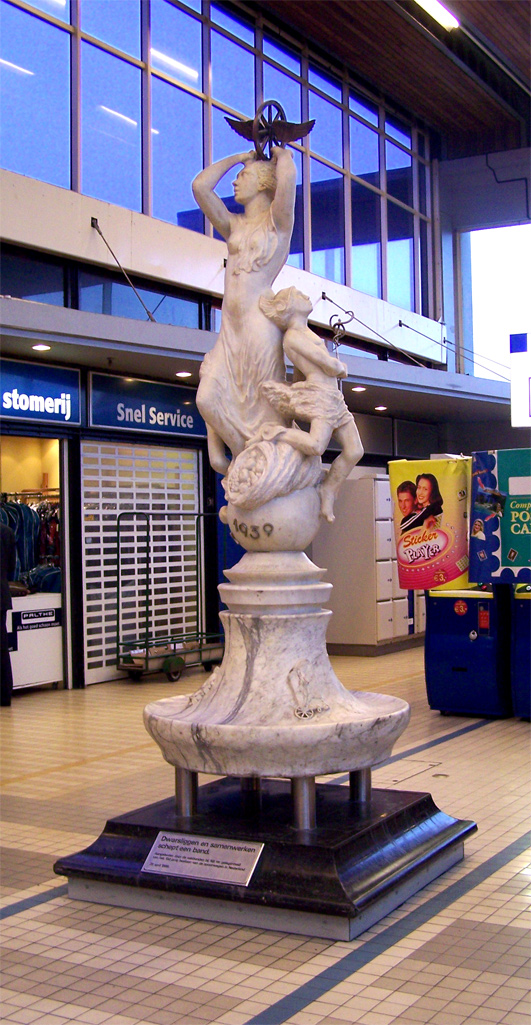
Situatie in 2006 (met de sokkel uit 1989)